# Gvinejski franak
Gvinejski franak, ISO 4217: GNF je službeno sredstvo plaćanja u Gvineji. Označava se simbolom FG, a dijeli se na 100 centima.

Franak je prvi put uveden 1959. godine, kada je zamijenio CFA franak

U optjecaju su kovanice od 1, 5, 10, 25, 50 franaka, i novčanice od 100, 500, 1000, 5000, 10.000 franaka.